# Heřmanice, Náchod
Heřmanice là một làng thuộc huyện Náchod, vùng Královéhradecký, Cộng hòa Séc.